# Zonder vuur
Zonder vuur is het 139ste stripverhaal van De Kiekeboes. Dit album voor de reeks van Merho werd door striptekenaar Kristof Fagard getekend, inkt door Peter Koeken. Het album verscheen op 11 februari 2014.

## Verhaal
Zonder vuur is het vervolg op album 138, Geen rook. Tomboy neemt een speciale opdracht aan aan boord van een cruiseschip dat eigendom is van de keten Quality Time. Aan boord zitten afgezette dictators en andere grote criminelen. Ze ontdekt dat haar vader ook aan boord is. Ondertussen ontdekt Marcel dat Quality Time ook ruimtereizen aanbiedt. Marcel ziet hierin het perfecte cadeau voor de verjaardag van Chichi, de vrouw van Van de Kasseien. Fanny en Jens gaan ook aan boord van de Quality Time om een oogje in het zeil te houden.

## Achtergronden bij het verhaal
- Quality time is kostbare tijd die je spendeert in je vrije tijd.